# Emanuele Arioli
Emanuele Arioli, né le 31 mars 1988 à Luino (Italie), est un acteur, auteur et médiéviste franco-italien. Il est maître de conférences à l’université polytechnique Hauts-de-France puis directeur de recherche à l'université autonome de Barcelone.

## Biographie
Emanuele Arioli effectue ses études supérieures à l'École normale supérieure de Paris (ENS Ulm), à l'École nationale des chartes, à la Sorbonne et à l'École normale supérieure de Pise. Il est archiviste paléographe (promotion 2013) et docteur en Études médiévales (2017, Collège de France-Sorbonne). En 2018, il est élu maître de conférences en langues et littératures médiévales à l'université polytechnique Hauts-de-France (UPHF), avant de devenir directeur de recherche à l'université autonome de Barcelone (UAB),.
Il a publié plusieurs ouvrages sur la littérature médiévale et a reçu plusieurs prix, notamment pour sa découverte et sa reconstitution d'un roman médiéval de la Table Ronde auparavant inconnu, intitulé Ségurant ou le Chevalier au Dragon,,.
Après une thèse de doctorat intitulée « Un roman arthurien retrouvé : Ségurant ou le Chevalier au Dragon (XIIIe-XVe siècles) », sous la direction de Michel Zink et de Sylvie Lefèvre, soutenue en 2017 en Sorbonne, il a obtenu en 2023 son habilitation à diriger des recherches à l'École Normale Supérieure de Paris avec un essai inédit intitulé « Charlemagne sur les îles au milieu du monde (São Tomé et Príncipe, Afrique) ».
Emanuele Arioli a traduit en français (aux éditions Les Belles Lettres), en italien, en portugais brésilien et en espagnol Ségurant, le Chevalier au Dragon, le texte de la légende du roi Arthur qu'il a découvert dans des manuscrits médiévaux. Il a adapté cette histoire en bande dessinée, chez Dargaud, et en livre illustré pour enfants, chez Seuil Jeunesse, avec le dessinateur Emiliano Tanzillo. Sa découverte a été adaptée pour la télévision par Arte dans un documentaire de 90 minutes intitulé Le Chevalier au Dragon : le roman disparu de la Table Ronde,. 
En 2024, il a publié Alexandre, l'Orphelin de la Table Ronde aux éditions des Belles Lettres et Les Chevaliers de la Table Ronde au Seuil Beaux Livres.
Parallèlement à son parcours d'auteur et de chercheur, il a suivi un cursus d'art dramatique et de chant lyrique dans les conservatoires de la ville de Paris. Il a joué dans le film France de Bruno Dumont, présenté au Festival de Cannes en 2021 : il interprète le rôle d'un journaliste (Charles Castro) qui séduit la protagoniste, France de Meurs (Léa Seydoux). Il a participé comme acteur aussi à des séries, comme Sous contrôle d'Erwan le Duc et Des gens bien ordinaires (saison 2) d'Ovidie, et à des courts-métrages, dont l'un réalisé par Ovidie,.

## Distinctions
- Prix Auguste Molinier 2013 (meilleure thèse de l’École des Chartes)[21].
- Prix Madeleine Lenoir 2013[22].
- Lauréat de la Fondation Thiers (2017-2018)[23].
- Prix de l’Université, Département Val-de-Marne 2018[24].
- Prix Louis Forest de la Chancellerie de Paris 2018[25].
- Prix de la Rose d'Or 2024 du Musée de Cluny[26].

## Publications

### Œuvres littéraires
- Le Chevalier au Dragon, bande dessinée, scénario par Emanuele Arioli et illustrations par Emiliano Tanzillo, Dargaud, 2023, p. 104.  (ISBN 9782505120162).
- Ségurant, le Chevalier au Dragon, livre jeunesse par Emanuele Arioli et illustrations par Emiliano Tanzillo et Alekos, Paris, Le Seuil Jeunesse, 2023, p. 72.  (ISBN 9791023518771)

### Traductions
- Ségurant, le Chevalier au Dragon, roman de la Table Ronde édité et traduit par Emanuele Arioli d'après des manuscrits retrouvés, Paris, Les Belles Lettres, 2023, p. 272. (ISBN 978-2251454535).
- Segurano, il Cavaliere del Drago, romanzo della Tavola Rotonda ricostruito e tradotto da Emanuele Arioli, Milano, Mondadori « Oscar classici cult », 2023, p. 264. (ISBN 978-8804778493).
- Segurant, o Cavaleiro do Dragão, o Romance perdido da Távola Redonda, reconstituído e traduzido por Emanuele Arioli, São Paulo/Belo Horizonte, Vestígio (Grupo Autêntica), 2024 p. 276.  (ISBN 978-6560020320).
- Segurant, el Caballero del Dragón, edición y traducción de Emanuele Arioli, Barcelona, Folioscopio, 2024, p. 304  (ISBN 978-8410380042).
- Alexandre. L'Orphelin de la Table Ronde, roman de la Table Ronde édité et traduit par Emanuele Arioli d'après des manuscrits retrouvés, Paris, Les Belles Lettres, 2024, p. 178. (ISBN 978-2251456362).
- Les Chevaliers de la Table Ronde, édition d'Emanuele Arioli, Paris, Seuil, 2024 (ISBN 978-2021569094).

### Ouvrages académiques
- Ségurant ou le Chevalier au dragon : étude d’un roman arthurien retrouvé (XIIIe – XVe siècles), Paris, Champion (« Nouvelle Bibliothèque du Moyen Âge »), 2019, 540 p.  (ISBN 2745351370).
- Ségurant ou le Chevalier au dragon : version cardinale (tome 1), éd. E. Arioli, Paris, Champion (« Classiques français du Moyen Âge »), 2019, 402 p.  (ISBN 2745350536).
- Ségurant ou le Chevalier au dragon : versions complémentaires et alternatives (tome 2), éd. E. Arioli, Paris, Champion (« Classiques français du Moyen Âge »), 2019, 289 p.  (ISBN 2745350552).
- Le Livre d’Yvain, éd. E. Arioli, Paris, Champion (« Classiques français du Moyen Âge »), 2019, 242 p.  (ISBN 9782745351807).
- Ségurant ou le Chevalier au dragon : roman arthurien inédit (XIIIe – XVe siècles), Histoire littéraire de la France, t. 45, Paris, Académie des Inscriptions et Belles-Lettres, 2016, 194 p.  (ISBN 2877543374).
- Bianco da Siena, Serventesi inediti, éd. E. Arioli, Pisa, ETS, 2012, 177 p.  (ISBN 8846732529).
- Emanuele Arioli et Brigitte Friant-Kessler (éd.), Arthur transmédial : la légende du roi Arthur entre cinéma, séries, bande dessinée, musique et jeux, Paris, Hermann, 2023, 300 p.  (ISBN 9791037016751).
- Marcel Proust, Cahier 7, éd. Julie André, Emanuele Arioli et Matthieu Vernet, Turnhout, Brépols (« Cahiers 1 à 75 de la Bibliothèque nationale de France »), 2 volumes (Fac-similé et édition critique), 2022, p. 460 p.  (ISBN 978-2-503-57564-3).

### Chapitre d'ouvrage
- « Notre-Dame et ses contemporains », dans Notre-Dame des écrivains, Paris, Gallimard (« Folio Classique »), 2020, p. 23-49 et 463-471.

## Filmographie
- 2021 : France de Bruno Dumont : Charles Castro
- 2022 : Meteor de Clémence Le Gall : Maxime
- 2022 : D'autres chats à fouetter d'Ovidie : Christophe
- 2022 : Sous contrôle d'Erwan Le Duc : Luigi
- 2023 : Des gens biens ordinaires (saison 2) d'Ovidie
- 2023 : Le Chevalier au Dragon : le roman disparu de la Table Ronde (documentaire Arte de 90 minutes), réalisé par Marie Thiry et co-écrit par Emanuele Arioli : son propre rôle